# Nybro Vikings IF
Le Nybro Vikings IF est un club de hockey sur glace basé à Nybro en Suède. Issu du Nybro IF et de l’IK Ymer, le club commence à participer à des compétitions officielles en 1946.
Son âge d’or se situe entre 1968 et 1970, période durant laquelle il évolue en Division I, alors premier échelon national. Le club totalise 30 saisons au deuxième niveau suédois, où il est de retour depuis la saison 2023-2024 en Hockeyallsvenskan, antichambre de l’élite.

## Historique
Le hockey sur glace arrive à Nybro en 1945 à l’initiative du club de bandy IK Ymer, une association de jeunes fondée en 1939. Initialement désireux de construire une patinoire de bandy, les membres contactent la fédération régionale nouvellement créée, le Smålands ishockeyförbund, et sont convaincus de construire une patinoire de hockey à la place. Une première patinoire est achevée en janvier 1946, et le 25 du même mois, IK Ymer dispute son premier match contre F 12:s IF, perdu 3–0.
Un championnat local est lancé la même année. Après quelques saisons, les autres clubs de la ville cessent leur activité hockey, et IK Ymer devient le principal représentant de Nybro. Comme de nombreux joueurs de l’IK Ymer étaient aussi actifs dans d’autres disciplines au sein du Nybro IF, une fusion devient naturelle. En 1955, lorsque Evald Carlsson, devient président du Nybro IF, IK Ymer intègre officiellement le Nybro IF en tant que section hockey sur glace.
Dans les années 1950, un projet de patinoire artificielle est envisagé, mais abandonné en raison du succès croissant de la section football du Nybro IF. L’idée ressurgit plus tard avec la construction d’une aréna couverte, inspirée d’une visite à Krefeld (Allemagne). Grâce à un large engagement bénévole, la patinoire de Nybro est inaugurée en octobre 1963, devenant la cinquième construite en Suède.

## Joueurs
Les deux joueurs les plus célèbres formés par le club sont Fredrik Olausson et Björn "Böna" Johansson. Olausson a remporté une médaille d’argent au championnat du monde, une Coupe Stanley avec les Detroit Red Wings, deux titres de champion de Suède et a inscrit 581 points en 1 022 matchs de NHL, répartis sur cinq équipes différentes.
Figure centrale sur la glace lors de l’accession de Nybro à l’élite suédoise, Björn "Böna" Johansson a également évolué au plus haut niveau avec Södertälje SK et a représenté l’équipe nationale pendant cinq ans, remportant une médaille d’argent et quatre médailles de bronze en championnat du monde.
Pontus Petterström, Tobias Johwelin et William Quist ont tous été repêchés par des équipes de la LNH, sans toutefois signer de contrat professionnel. Petterström a également remporté deux titres de champion de Suède (SM-guld) et trois médailles d’argent en championnat national. Outre Olausson et Johansson, Åke Elgström et Jonny Ågren ont également vu leurs numéros retirés par le club en hommage à leur contribution,,.

Du côté féminin, Nybro a vu émerger Lisa Johansson, double championne nationale (avec l’AIK et Luleå HF), double médaillée d’argent avec l’AIK et double médaillée de bronze aux championnats du monde U18. Elle a été élue joueuse de l’année en SDHL lors de la saison 2016-2017.